# Egaenus kashmiricus
Egaenus kashmiricus is een hooiwagen uit de familie echte hooiwagens (Phalangiidae).